# Zircaloy

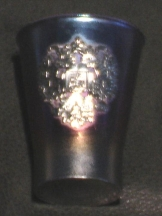
Vas de vodka fet amb zircaloy

El zircaloy és un grup d'aliatges amb almenys un 95% de zirconi. Va ser creat específicament per a usos dins de la tecnologia nuclear. El zircaloy s'empra avui majoritàriament a la indústria química, i a la nuclear per a fer certs components, principalment les barres que contenen el combustible, de les centrals nuclears. Aquestes barres poden estar fetes, altrament, d'acer inoxidable i són la primera barrera física que separa la radioactivitat de les reaccions nuclears de l'ambient.

## Etimologia
El seu nom en català, i a moltes altres llengües, és un manlleu lingüístic de l'anglès. En aquesta llengua el mot es va formar com a acrònim de "zirconium" (zirconi) i "alloy" (aliatge).

## Propietats
Es tracta d'un material que es caracteritza per tenir una bona resistència tèrmica, és a dir que suporta bé les altes temperatures, ja que no fon fins als 2.200 °C. També es considera transparent per als neutrons lents, ja que la seva secció eficaç d'absorció d'aquests neutrons és molt petita. Quan no està sotmès a radioactivitat continuada, és resistent a la corrosió produïda per l'aigua marina i ambients costaners, per molts àcids comuns coneguts i per bases. El zircaloy tractat amb zinc (és a dir, se li afegeix zinc) es torna magnètic a temperatures properes al zero absolut, concretament de -238 °C o inferiors.

## Aplicacions

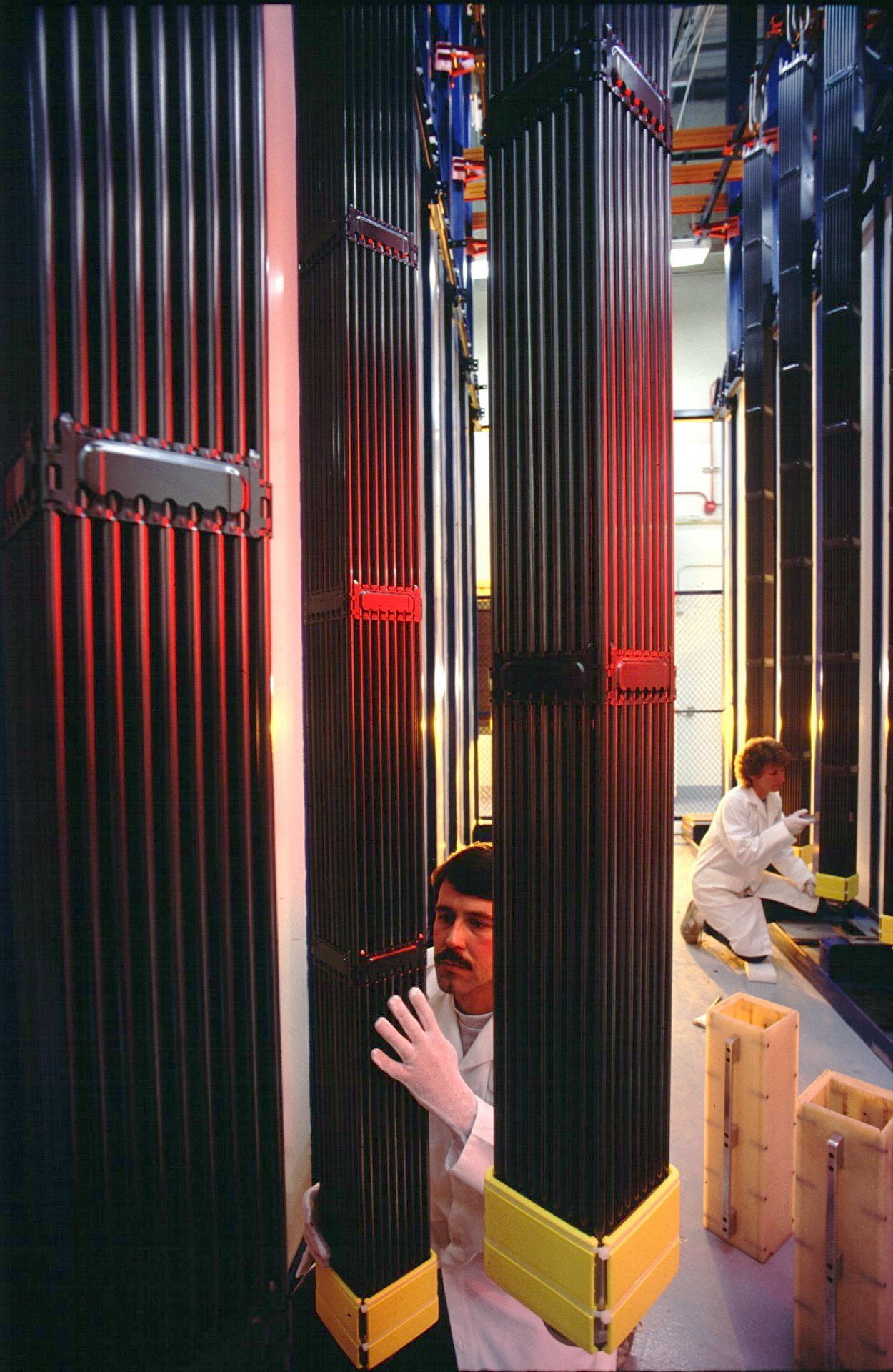
Barres de zircaloy farcides amb pastilles de combustible nuclear (urani) apilades una sobra l'altra. Les barres s'agrupen en feixos anomenats elements de combustible

Les seves propietats físiques i químiques, unides a la relativa abundància de zirconi (tres vegades més abundant que el coure, per exemple) i estany, fan que el zircaloy s'usi a diverses aplicacions dins de la indústria química.
A la indústria nuclear s'empra sobretot per a fabricar un component molt important a les centrals nuclears: les beines que contenen les pastilles de combustible nuclear al qual ocorren les reaccions nuclears en cadena exotèrmiques de les quals s'extreu la calor per a convertir-la primer en energia mecànica, ja que la calor escalfa vapor d'aigua a pressió que mou una turbina, que posteriorment un alternador transforma en energia elèctrica o electricitat. Aquestes beines o barres buides, d'un centímetre de gruix i quatre metres de llarg, que fan de carcassa on s'apilen les pastilles de combustible (pastilles d'òxid d'urani), quan estan plenes amb ell i agrupades s'anomenen elements de combustible. Es troben al nucli del reactor tèrmic, en contacte directe amb les radiacions i dins del vas del reactor, la primera barrera de confinament. Després, un cop el combustible s'esgota (com una pila), aquestes beines segueixen contenint-lo, i en aquest continuen havent reaccions nuclears generadores de radioactivitat durant milers d'anys. Tant al nucli del reactor com al dipòsit on es guarda el combustible gastat, les beines estan en contacte amb aigua, H₂0, per això és important no només el comportament d'aquest material front als neutrons lents de les reaccions nuclears i a les radioactivitats alfa, beta i gamma sinó també què passa quan això ocorre en contacte amb l'aigua. Per exemple, un problema que ocorre als reactors PWR és que el zircaloy tendeix a oxidar-se, es formen primer crostes d'òxid que després es van descamant, és a dir que cauen, i l'aigua les transporta als altres elements de la central, podent obturar-los o espatllar-los i que a més, si no es disposen dels filtres i medis necessaris, també són abocades al medi ambient.
El zircaloy s'usa en principi provisionalment per a usos nuclears, que principalment són les beines de combustible de les centrals nuclears però també de, per exemple, submarins nuclears. La seva secció eficaç front als neutrons lents és un avantatge però presenta també greus problemes. Un d'ells és que reacciona molt fàcilment amb l'hidrogen (molt abundant a l'aire i a l'aigua), formant hidrurs que el fragilitza molt. Un altre inconvenient és l'esmentada reacció amb l'oxigen (de nou tant el de l'aire com el de l'aigua) que l'oxida i forma plaques exteriors d'òxid de zirconi que es desenganxen de les barres. Fruit de les reaccions amb el medi deixa anar hidrogen molt calent que és molt explosiu, per això cal que l'edifici de contenció del reactor sigui prou gran, encara que això implica que sigui més car que un de més petit, com per què l'hidrogen sortint no es trobi, en cas d'ús habitual ni en cas d'accident, a massa pressió, cosa que el faria explotar.
El procés més complex i més car a la producció de zircaloy és l'extracció d'hafni, que és un element químic extremadament similar al zirconi, excepte la seva densitat, que n'és el doble. Es tracta d'una de les parelles d'elements més difícils de separar i, en fer-ho, sempre en queda una mica de l'altre element, el que es diu una quantitat residual. Dins de la indústria nuclear, l'hafni s'usa a les barres de control dels reactors nuclears, per a fer-ne disminuir el nombre de reaccions i, per tant, el coeficient de multiplicació i la potència, i també té diversos usos a l'armament nuclear. La separació de l'hafni és indispensable perquè l'altra gran diferència entre els dos elements és un comportament (secció eficaç) molt diferent amb els neutrons lents, cosa que fa que el zirconi natural, sense haver-li extret l'hafni, no sigui prou bo per a la seva aplicació com a carcassa de combustible nuclear.

## Salut i medi ambient
El zircaloy per si mateix no és tòxic, ni radioactiu ni presenta problemes ambientals. És més, es tracta d'un material biocompatible que podria ser utilitzat en implants al cos humà o d'altres animals.
En el seu ús com a material emprat per a fer carcasses de combustible nuclear (diòxid d'urani enriquit, habitualment) les modificacions que pugui patir, corrosió, fosa, escletxes, forats, explosions, etc. fa que la seva funció com a primera "pantalla" o barrera de l'elevada radioactivitat del combustible, fins i tot si ja està usat i gastat, desaparegui. Això pot portar problemes dins del nucli del reactor, protegit pel vas del reactor, i, fora d'ell, dins del mur de contenció de formigó. Aquestes segona i tercera barrera, ben dissenyades i en òptim estat de funcionament, fora de certs incidents o accidents no tinguts en compte, en principi poden aturar la radiació i les seves conseqüències.
En una central en funcionament, els sistemes de refrigeració són circuits tancats en què l'aigua és recirculada per mitjà de bombes. Aquesta aigua és al seu torn refrigerada per mitjà d'aigua de riu o mar provinent de l'exterior per mitjà de bescanviadors de calor indirectes; així doncs, el trencament de les beines només provocaria un vessament radioactiu vers l'exterior si simultàniament aquests altres dispositius fossin perforats internament i les vàlvules d'aïllament entre els circuits primari i secundari fallessin. El major risc és el de les piscines d'aigua on s'emmagatzema el combustible gastat, ja que si per algun motiu el sistema de refrigeració fallés durant un període llarg de temps aquesta s'evaporaria completament, les beines de zircaloy entrarien en ignició i posarien en contacte directe la radioactivitat de les reaccions nuclears amb l'aire. El combustible gastat deixaria anar isòtops radioactius de cesi, plutoni i altres elements.

## Alguns tipus de zircaloy
Tots els zircaloys tenen en comú el fet de contenir majoritàriament zirconi i una petita quantitat d'estany, però cadascun pot contenir també altres diferents metalls, i en diferents quantitats, segons les propietats que es volen obtenir i que venen donades per les aplicacions que se li vulguin donar. Els més importants pel seu ús són:
- Zircaloy-1, Zy-1: Aliatge compost per un 97,5% en massa de zirconi i un 2,5% d'estany.[2] És el primer que es va fer. Actualment s'ha millorat per mitjà de l'addicció d'altres elements per a evitar sobretot el seu major defecte, que és ser un material que es corroeix (es fa malbé perquè s'oxida) amb massa facilitat.
- Zircaloy-2, Zy-2: Aliatge compost per un 98,25% en massa de zirconi, un 1,45% d'estany, un 0,135% de ferro, 0,10% de crom, 0,055% de níquel i menys d'un 0,01% d'hafni.[2] Es fa servir sobretot als reactors d'aigua bullent, BWR, de les centrals nuclears generadores d'electricitat.
- Zircaloy-4, Zy-4: Aliatge compost per un 98,23% en massa de zirconi, un 1,45% d'estany, un 0,21% de ferro, 0,10% de crom i menys d'un 0,01% d'hafni.[2] Es fa servir sobretot als reactors d'aigua pressuritzada, PWR, de les centrals nuclears generadores d'electricitat. Existeixen variants de Zy-4 que contenen menys quantitat d'estany, això es considera una millora que permet disminuir la descamació de la capa d'òxid que es forma inevitablement a la superfície de les barres de zircaloy durant el funcionament del reactor.
- Altres: El Zy-4, encara que menys que el Zy-2, encara presenta problemes de corrosió massa greus, a causa del fet que en el seu ús com a material per a les beines de combustible nuclear, en contacte directe continu amb les radiacions, reacciona amb l'oxigen, oxidant-se, i amb l'hidrogen. Una nova generació de zircaloys es troba en fase de reemplaçar el Zy-4 a la majoria de fabricants de centrals nuclears amb reactors PWR, com per exemple la Westinghouse als Estats Units, Rússia, França, etc. on el zircaloy pren noms diferents segons l'empresa que el comercialitza, respectivament, Zirlo, E110 i M5 en aquests exemples.